# Hunefer (Bürgermeister von Theben)
Hunefer war ein altägyptischer Beamter, der unter Ramses II. und dessen Nachfolger Merenptah in der 19. Dynastie im 13. Jahrhundert v. Chr. amtierte. Er war Bürgermeister von Theben.
Hunefer ist von seinem Grab (TT385) in Abd el-Qurna in Theben-West sowie von verschiedenen Denkmälern und Urkunden bekannt, auf denen er neben seinem Bürgermeistertitel auch Titel der Tempelverwaltung des Amun trägt. Er war vermutlich der Sohn des Paser, der ebenfalls Bürgermeister von Theben war und der Tuia sowie Bruder des Nebsumenu (TT183). Sein Granitsarkophag befindet sich heute im Fitzwilliam-Museum in Cambridge.